# Ctenoplana
Ctenoplana is een geslacht van ribkwallen uit de klasse van de Tentaculata.

## Soorten
- Ctenoplana (Diploctena) neritica Fricke & Plante, 1971
- Ctenoplana (Planoctena) agnae (Dawydoff, 1929)
- Ctenoplana (Planoctena) caulleryi Dawydoff, 1936
- Ctenoplana (Planoctena) jurii (Dawydoff, 1929)
- Ctenoplana bengalensis Gnanamuthu & Nair, 1948
- Ctenoplana duboscqui Dawydoff, 1929
- Ctenoplana korotneffi Willey, 1896
- Ctenoplana kowalevskii Korotneff, 1886
- Ctenoplana maculomarginata Yosii (Yoshi), 1933
- Ctenoplana muculosa Yosii (Yoshi), 1933
- Ctenoplana perrieri (Dawydoff, 1930)
- Ctenoplana rosacea Willey, 1896